# Спучений вермикуліт

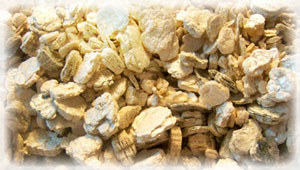
Спучений вермикуліт

Спучений вермикуліт — це сипкий пористий матеріал у вигляді луски сріблястого, золотистого чи жовтого кольору, яку одержують прискореним випалом вермикулітового концентрату — гідрослюди, що містить зв'язану воду між елементарними шарами.

## Загальний опис
Спучений вермикуліт (вермикуліт) являє собою сипучий, пористий матеріал у вигляді лускатих частинок сріблястого або жовтого кольору. Одержується внаслідок прискореного випалення вермикулітового концентрату — гідрослюди, що містить між елементарними шарами зв'язану воду.
Пара, що утворюється з цієї води, діє перпендикулярно площинам спайності і розсовує пластинки слюди, збільшуючи первинний об'єм зерен в 6-15 і більше разів.
Після охолодження вермикуліт зберігає придбаний ним обсяг з дуже тонкими прошарками повітря між листочками слюди.
Спучений вермикуліт є сипучим, легким, високопористим матеріалом, з характерною лускатої структурою без запаху.
Унікальні властивості вермикуліту пов'язані з його здатністю розбухати після нагрівання до 50 разів. За розміром зерен вирізняють три фракції: крупну — 10…5 мм, середню — 5,0…0,6 мм, дрібну — менше 0,6 мм. Міцність зерен є вищою в напрямку, паралельному площині спайності. Крупнозернистий вермикуліт краще спучується під час випалу, тому має меншу об'ємну вагу й більшу пористість, аніж дрібнозернистий. Спучений вермикуліт здатен частково відновлювати розміри зерен після зняття навантаження. Характеризується високим водопоглиненням. Нетоксичний, хімічно інертний, біологічно стійкий, не виділяє шкідливих елементів за підвищеної температури.
Висока температуростійкість дає можливість використання вермикуліту для виготовлення термостійкої й вогнезахисної ізоляції, найбільше — для виробництва теплоізоляційних матеріалів: азбестово-вермикулітних на синтетичних смолах (плити, напівциліндри, сегменти) — для ізолювання будівельних огороджувальних конструкцій, звукоізоляції стель, стін (звукопоглинання), перегородок; бітумно-вермикулітних — для ізолювання обладнання холодильників, промислового обладнання та трубопроводів за температури поверхні до 60 °С;
керамо-вермикулітних і цементо-вермикулітних — для ізолювання промислового обладнання й
трубопроводів із температурою поверхні до 600 °С, вогнезахисних покриттів будівель і споруд.
Вермикулітобетон є легким бетоном, основним заповнювачем якого є спучений вермикуліт, а в'яжучим — цемент, розчинне скло, бітуми, синтетичні смоли.
Спучений вермикуліт має велику відкриту пористість, тому засипки з нього характеризуються високим звукопоглинанням. Цю властивість використовують для глушіння повітряного шуму в перекриттях будинків. Здатність до звукопоглинання залежить від товщини засипки, розміру та форми зерен, частоти звукових коливань. Найкраще поглинає звук засипка із зерен розміром 0,3…0,6 мм.
Шар вермикулітової засипки в 20 см за теплозахистом є еквівалентним цегляній стіні завтовшки 1,5 м чи бетонній стіні завтовшки 2 м. Шар із 5 см вермикуліту на горищних перекриттях зменшує теплові втрати на 75 %, 7,5- на 85, 10 см — на 92 %. Засипки в стінових конструкціях використовують для захисту приміщень від перегрівання та охолодження, для ізолювання холодильних камер, склепінь печей, звукового ізолювання камер випробувань авіаційних та автомобільних двигунів, звукопоглинання у звукозалах і кіностудіях.
Поряд із засипками, використовують будівельні розчини із вермикулітовим заповнювачем, що завдяки високій пористості, мають у 2…4 рази меншу об'ємну вагу і в 4…6 рази менший коефіцієнт
теплопровідності, аніж традиційні, і належать до легких «теплих» розчинів. Шар із «теплої» цементно-вермикулітової штукатурки завтовшки 2 см може замінити шар цементно-піщаного розчину завтовшки 15…20 см. За товщини цементно-вермикулітового шару 3 см, товщина цегляної стіни може бути зменшена на 25 %.
Як легкий наповнювач для бетону, штукатурок (у тому числі декоративних і вогнестійких), стінових панелей, перекриттів, застосовують також руберойд із вермикулітовою посипкою.

## Спосіб виробництва спученого вермикуліту
Вермикуліт відноситься до гидрослюдам хімічний склад, %: SiO2- 37-42; Al2O3- 10-13; Fe2O3- 5-17; FeO — 1-3; MgO — 14-23; H2O — 8-20.
Вермикуліт має характерне для слюд шарувату будову, він складається з гексагональних пластинок, що утворюють силікатні шари. У просторі між шарами (пакетами) розташовані молекули води. Здатність вермикуліту спучуватися пов'язують з виділенням хімічно зв'язаної води при нагріванні (А. Я. Ахтямов та ін. «Випал вермикуліту». Изд. Літ. по будівництву, Н. 1972).
Відомо також, що дегідратація вермикуліту протікає в 4 послідовних етапи (ступені), при цьому структура каркаса в цілому зберігається, але змінюється кількість води в міжшаровому просторі і відстань між силікатними шарами в такій послідовності: 14,4-13,8-11,6-9,90-9,2А0.
У зв'язку з тим, що при дегідратації зберігається основний структурний мотив, розходження в спектрах поглинання (ІКС) вермикуліту, обпаленої при різних температурах, знаходяться в області валентних і деформаційних кількість обробка діелектриків застосовується в промислових умовах у виробництві пластмас, металу, металевих сплавів і ін.

## Корисні властивості вермикуліту
- хімічна інертність;
- відображає здатність;
- вогнестійкість;
- біологічна стійкість;
- теплоізоляційні властивості;
- звукоізоляційні властивості;
- екологічна безпека.

## Теплопровідність деяких будматеріалів
- Спучений вермикуліт 0,04 — 0,062 Вт/м. К
- Базальтове полотно 0,04 — 0,062 Вт/м. К
- Гравій керамзитовий 0,12 Вт/м. К
- Азбестоцементна плита 0,13 Вт/м. К
- Пінобетон 0,14 — 0,18 Вт/м. К
- Цегла пустотіла 0,6 Вт/м. К
- Цегляна кладка 0,8 Вт/м. К
- Бетон 1,45 Вт/м. К
- Залізобетон 1,6 Вт/м. К